# 蒙贡
蒙贡（法語：Montgon，法語發音：[mɔ̃ɡɔ̃]）是法国大東部大區阿登省的一个市镇，属于武济耶区。

## 地理
蒙贡（49°30'18"N, 4°42'51"E）面积8.2 平方千米，位于法国大東部大區阿登省，该省份为法国北部内陆省份，西接埃纳省，南至马恩省，东临默兹省，北与比利时接壤。
与蒙贡接壤的市镇（或旧市镇、城区）包括：拉梅、讷维尔代、翁克、拜龙埃塞桑维龙。
蒙贡的时区为UTC+01:00、UTC+02:00（夏令时）。

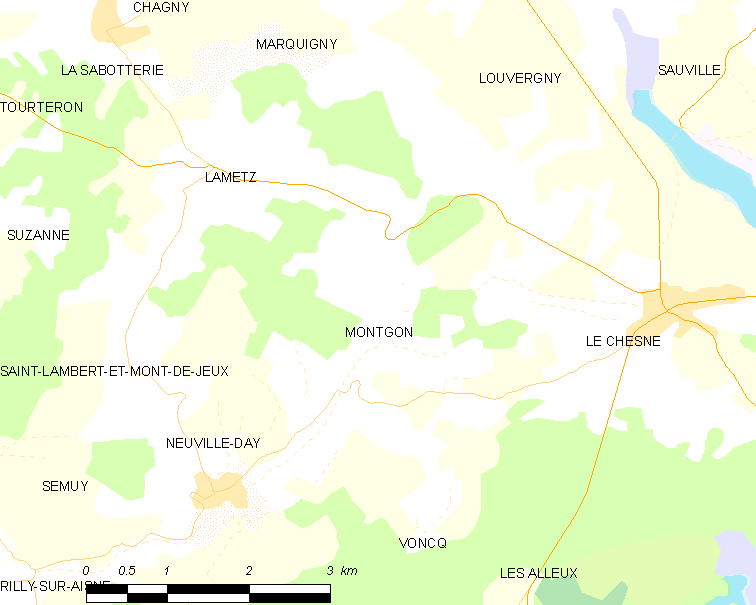
蒙贡的OSM定位图

## 行政
蒙贡的邮政编码为08390，INSEE市镇编码为08301。

## 政治
蒙贡所属的省级选区为武济耶县。

## 人口

1962-2008年间蒙贡人口变化图示

蒙贡于2022年1月1日时的人口数量为71人。